# Tour de Borda
Pour les articles homonymes, voir Borda.
La tour de Borda, ou tour Borda, est un monument en ruine situé dans la ville de Dax, au sud-ouest de la France.

## Localisation et architecture
La tour se dresse sur la colline du Tuc d’Eauze, point culminant de Dax, à l'extrémité ouest du quartier de Saint-Vincent et à quelques dizaines de mètres de l’Adour.
Haute de 20 mètres, elle est constituée de trois étages, avec un balcon sur le second et un belvédère au sommet du troisième. L'édifice est de forme hexagonale jusqu’au second inclus puis cylindrique jusqu’au sommet. C’est une fabrique de jardin, un monument d'apparat. Depuis le belvédère, on peut apercevoir l'océan Atlantique et les Pyrénées, selon Kevin Laussu, historien spécialiste du patrimoine landais.

## Histoire
En 1786, Jean-Baptiste Théophile Sallenave, conseiller de Louis XVI et maire de Dax, commande la construction d'une tour pour faire « un pied de nez » à son voisin avec qui il est en conflit. Plusieurs légendes, bien présentes dans l’imaginaire landais, mettent en relation la tour de Borda et le chevalier Jean-Charles de Borda : pour certains, c'est un hommage qui lui est destiné, et pour d'autres, elle lui sert pour des observations astronomiques. Or, la tour a été construite 13 ans avant sa mort, et c’est des dizaines d’années plus tard que la tour revient à un membre de la famille Borda, en la personne de Charlotte de Borda, baronne de Luppé, issue du mariage entre François de Borda et Laure Sallenave, fille du commanditaire.
Charlotte, après le décès de son père et de son époux, entre dans les ordres en léguant aux frères lazaristes du berceau de Saint-Vincent de Paul la tour de Borda, ses jardins et le château du Pouy. L'ordre entretient la tour jusqu'en 1968, où ils passe le relais aux curistes des thermes des Baignots, lesquels vont la conserver jusqu'en 2002, année de la fermeture des thermes. Depuis, la tour est à l'abandon, faute de moyens pour la restaurer d’après le trésorier de l'ordre, Jean-Pierre Béïs.

## Galerie

Cartes postales de la tour de Borda
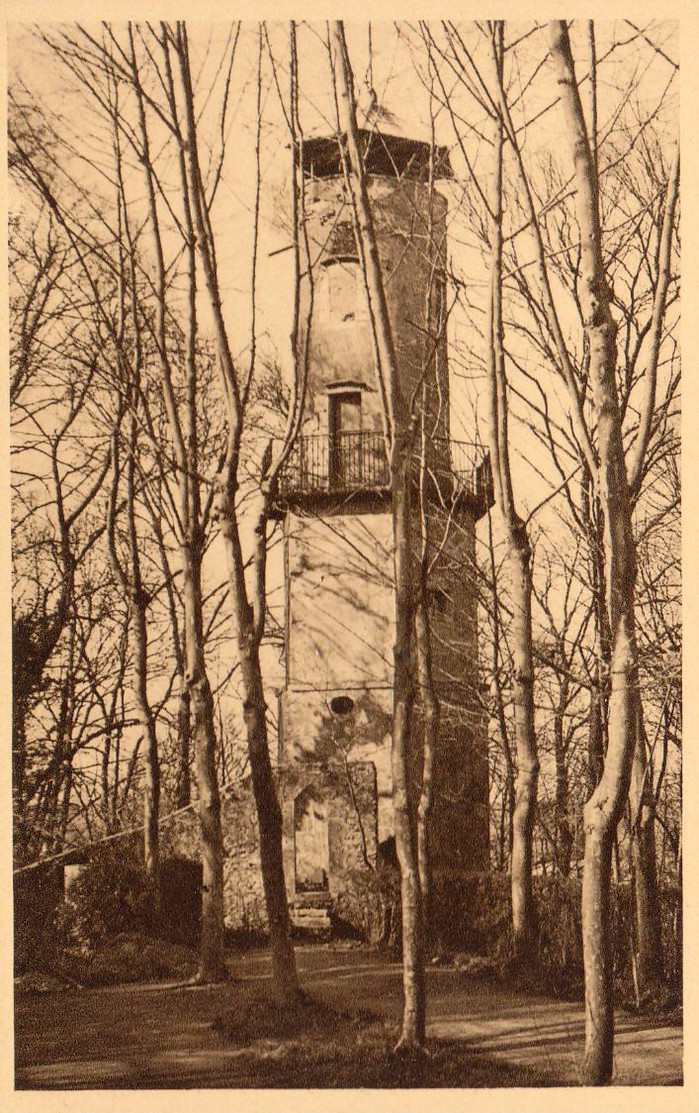
Carte postale de la tour de Borda dans les années 1920.
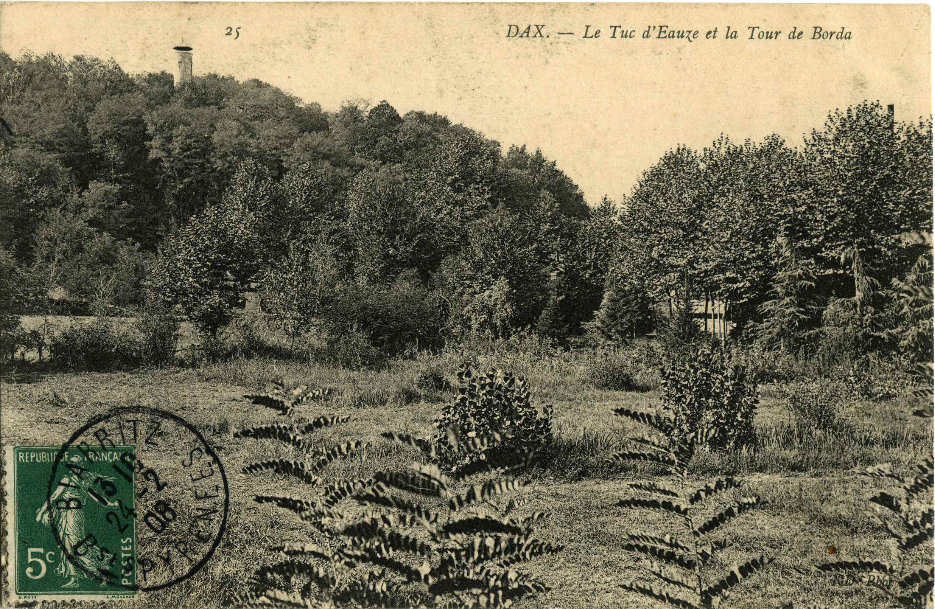
Carte postale de la tour de Borda et du tuc d’Eauze
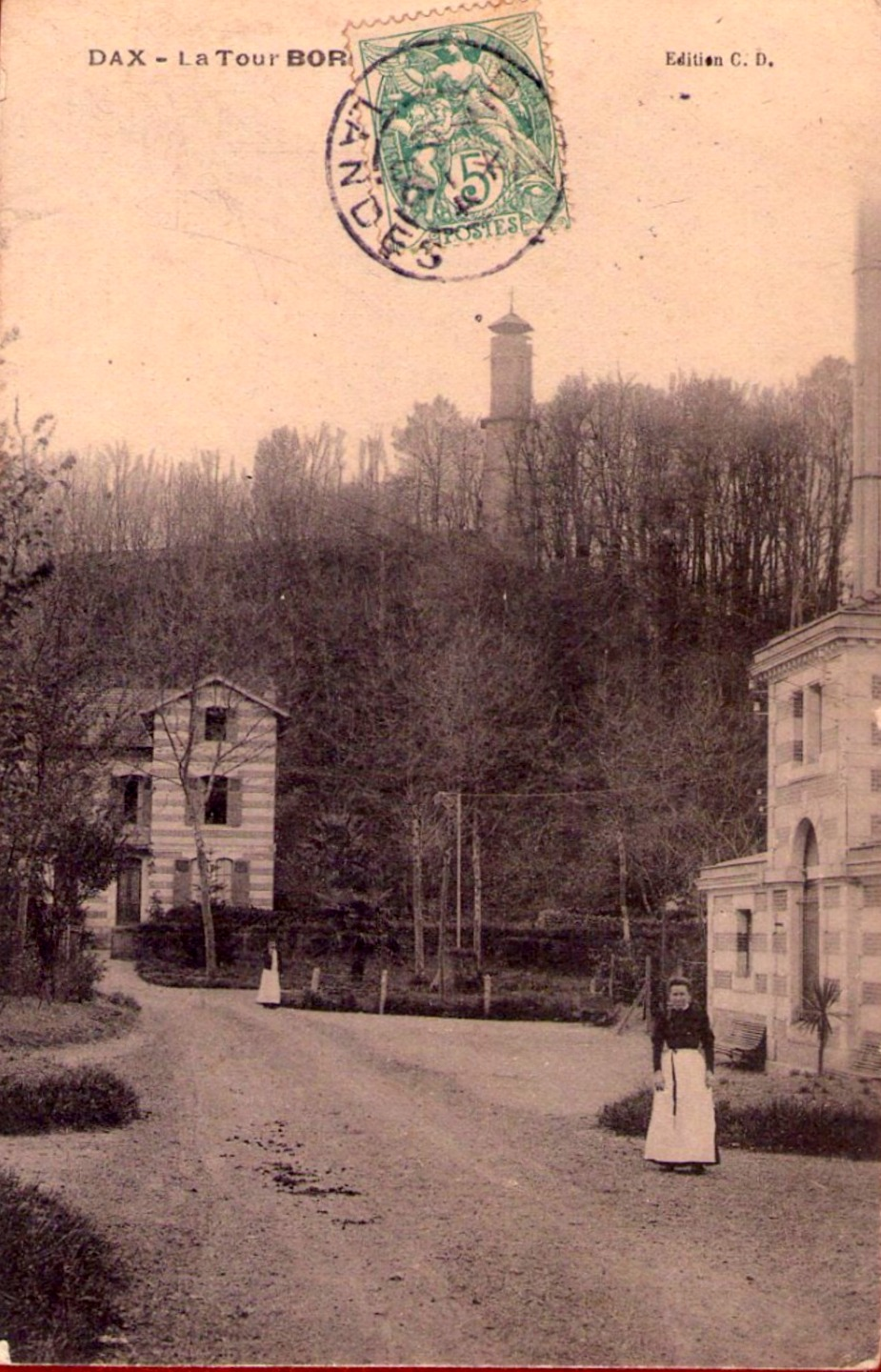
Carte postale de  la tour de Borda, vue d’une avenue dacquoise